# Viața lui Constantin
Viața lui Constantin cel Mare (în greacă Βίος Μεγάλου Κωνσταντίνου, în latină Vita Constantini) este un panegiric scris de episcopul Eusebiu din Cezareea, dedicat împăratului roman Constantin cel Mare în secolul al IV-lea.